# کرگدن سوماترایی شمالی
کرگدن سوماترایی شمالی (نام علمی: Dicerorhinus sumatrensis lasiotis) نام یک زیرگونه از گونه کرگدن سوماترایی است.